# Billaea lateralis
Billaea lateralis là một loài ruồi trong họ Tachinidae.